# Enchelyopus cimbrius
Enchelyopus cimbrius (Linneo, 1758) è un pesce osseo marino appartenente alla famiglia Lotidae. È l'unico membro del genere Enchelyopus. 

## Distribuzione e habitat
L'areale di E. cimbrius comprende l'intera parte settentrionale del nord Atlantico sia sulle coste americane che europee. Sul lato ovest dell'oceano Atlantico è diffusa dalla parte settentrionale del golfo del Messico a Terranova (Canada) e nella Groenlandia occidentale. Sulle coste europee si trova dalla parte nord del golfo di Biscaglia al mare di Barents. Presente anche sulle coste delle isole britanniche e nel mar Baltico occidentale. Sembra che un esemplare sia stato catturato in Mauritania e uno nel mar Baltico (Estonia) ma entrambe queste segnalazioni sono dubbie. Mai segnalata nel mar Mediterraneo.
Vive abbastanza in profondità su fondali di fango e sabbia nei pressi di affioramenti rocciosi o sulle piane fangose della piattaforma continentale e della parte superiore della scarpata continentale.
È riportata una distribuzione batimetrica fra 20 e 650 metri, comunemente si incontra fra 20 e 50 metri, è nota per effettuare migrazioni verso costa nella stagione fredda e verso acque più profonde in primavera ed estate.

## Descrizione
Questo pesce ha corpo slanciato a sezione cilindrica. La prima pinna dorsale ha il primo raggio allungato, per il resto è ridotta una serie di brevi filamenti. La seconda pinna dorsale e la pinna anale sono allungate ma basse, di altezza costante. La pinna caudale è piccola e arrotondata. Ha 4 barbigli: due presso le narici, uno al centro del labbro superiore e uno sulla mandibola. La colorazione è bruna con tonalità variabile dal grigio sabbia al marrone molto scuro sul dorso che sfuma al biancastro sul ventre. La seconda dorsale e l'anale hanno un bordo chiaro, nella parte posteriore di queste pinne sono presenti due macchie scure ovaliformi più o meno definite e visibili; il bordo inferiore della caudale ha una macchietta scura.
La taglia massima è di 41 cm, di solito non supera i 30 cm.

## Biologia

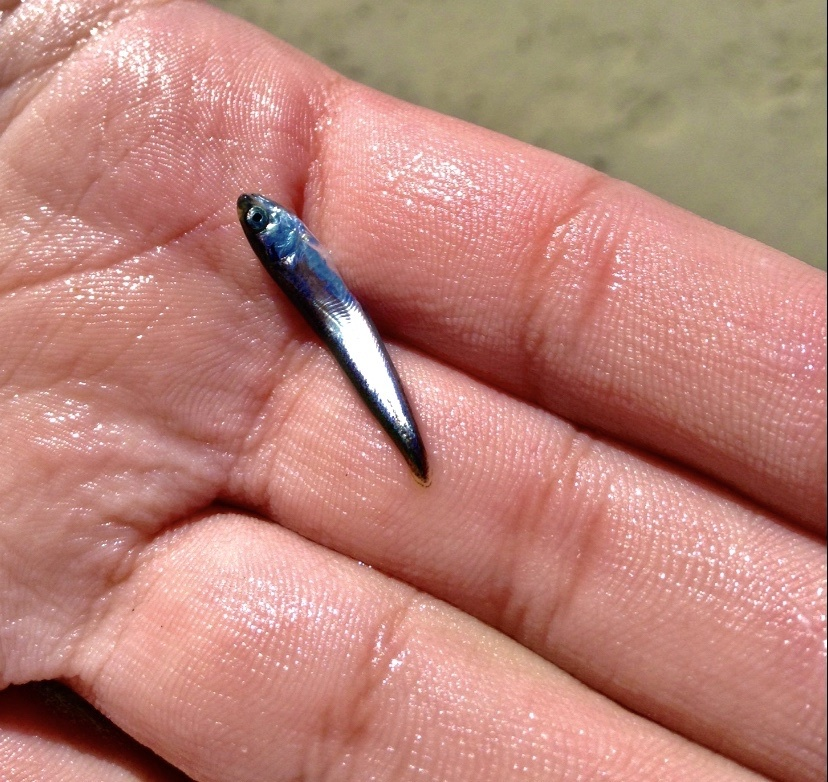
Giovanile che mostra la livrea argentea tipica della fase pelagica

È riportata una longevità fino a 9 anni.

### Comportamento
È una specie sedentaria.

### Alimentazione
Si nutre di piccoli animali bentonici e planctonici come crostacei (copepodi, anfipodi, isopodi, ostracodi, eufausiacei, misidacei, cladoceri e decapodi), anellidi policheti, molluschi bivalvi, chetognati, stadi giovanili vari e pesci come Pomatoschistus minutus o pesci piatti.

### Predatori
La letteratura riporta casi di predazione da parte del merluzzetto bruno, del merluzzetto, della rana pescatrice americana, del pesce serra, del capone gorno e del merluzzo tra i pesci e da parte del beluga e della focena tra i mammiferi marini .

### Riproduzione
Si riproduce da gennaio ad agosto in acque profonde fino a 140 metri. La femmina produce da 5000 a 45000 uova. Sembra che un'importante area di riproduzione sia nel mar Baltico. Produce uova pelagiche da cui si schiudono larve anch'esse pelagiche. I giovanili prima di insediarsi sul fondo hanno una colorazione argentea.

## Pesca
Questa specie ha pochissima importanza per la pesca. Può trovarsi occasionalmente frammista ad altre specie in preparati per zuppe o affumicata. Non è oggetto di pesca mirata.

## Conservazione
Questa specie ha un vasto areale, è scarsamente sfruttata dalla pesca e sembra non essere soggetta a minacce antropiche. La lista rossa IUCN la classifica come "a rischio minimo".